# Image3
『image3 trois』（イマージュ・トロワ）は、ニューエイジ・ミュージックのコンピレーション・アルバム『image』シリーズ第3弾。

## リリース
2003年1月29日にソニー・ミュージックジャパン インターナショナル（ソニー・クラシカル）から発売。規格品番：SICC-111。
本作と同日、『image vocal』（規格品番：ESCL-2377・エピックレコードジャパン）が発売された。

## 収録曲
1. ヴァンゲリス／アンセム （オーケストラ・バージョン）(4:33)   
  - 作曲：ヴァンゲリス
  - 2002 FIFA WORLD CUP 公式アンセム
2. アート・ガーファンクル／モーニング・ハズ・ブロークン (2:55)
  - 作曲：エレノア・ファージョン/キャット・スティーヴンス
3. ゴンチチ／cora (2:05) 
  - 作曲：ゴンチチ
  - JR東日本東北 キャンペーンCM曲
4. アゼリン・デビソン／ムーンライト・シャドウ (3:46) 
  - 作曲：マイク・オールドフィールド
  - キヤノン「カメラダイレクト」 CM曲
5. 葉加瀬太郎／Angel In The Sky (5:27)
  - 作曲：葉加瀬太郎　編曲：野崎良太
  - 大王製紙 "エリエール レディースオープン" テーマ曲
6. 宮本文昭 with エリック・ムーケ from ディープ・フォレスト／Magic in the Air (5:19)
  - 作曲：エリック・ムーケ
7. 小松亮太 with 鳥山雄司／Starneon (3:27)
  - 作曲：鳥山雄司
  - テレビ朝日系「スーパーJチャンネル」 テーマ曲
8. 加古隆／風のワルツ (4:10)
  - 作曲：加古隆
  - 映画「阿弥陀堂だより」 テーマ曲ロングバージョン
9. ヨーヨー・マ／"響" Symphony of Japan （ドヴォルザーク：チェロ協奏曲ロ短調作品104 第2楽章より） (3:25)
  - 作曲：ドヴォルザーク
  - サントリーウイスキー「響」 CM曲
10. ジョン・ウィリアムズ／アクロス・ザ・スターズ (5:33)  
  - 作曲：ジョン・ウィリアムズ
  - 映画「スター・ウォーズ エピソード2」 愛のテーマ
11. 渡辺俊幸 featuring 樫本大進／永久の愛 （紀行テーマ）(3:13) 
  - 作曲：渡辺俊幸　編曲：樫本大進
  - NHK大河ドラマ「利家とまつ〜加賀百万石物語〜」
12. 羽毛田丈史／青の翳り (6:15) 
  - 作曲：羽毛田丈史
  - 映画「群青の夜の羽毛布」 メインテーマ
13. マーティン・テイラー／True (3:50)  
  - 作曲：マーティン・テイラー
14. 神山純一／スタッカート・ポルカ (3:50) 
  - 作曲：神山純一
  - サントリーウイスキー「響」 CM曲
15. 松谷卓／TAKUMI/匠 (4:43)
  - 作曲：松谷卓
  - ABC・テレビ朝日系「大改造!!劇的ビフォーアフター」 挿入曲
16. 古謝美佐子／童神 (5:17) 
  - 作曲：佐原和哉
17. 羽毛田丈史 with 柏木広樹／黄昏のビギン (3:26)
  - 作曲：中村八大